# Почётные граждане города Вельска
Почётный гражданин города Вельска — почётное звание, присваиваемое Советом депутатов муниципального образования «Вельское», по рекомендации комиссии по присвоению звания «Почётный гражданин города Вельска» и утверждается постановлением Главы МО «Вельское». Звание присваивается, как правило, уроженцам или жителям г. Вельска. Присвоение звания «Почётный гражданин города Вельска» иным гражданам Российской Федерации и других государств допускается за особые заслуги перед городом Вельском (Положение «О звании „Почётный гражданин города Вельска“» от 14 июля 2008 г. № 276 с изменениями от 26 мая 2009 г. № 78).

## История звания
Почётное гражданство было установлено Царским Манифестом от 10 апреля 1832 года. Существовало три способа присвоения почетного гражданства: по рождению (потомственное), путём ходатайства о причислению к почетному гражданству, по службе или особым представлениям. С 1892 года награждение званием личного почетного гражданина производилось по ходатайству представителей всех сословий за оказанную ими на разных поприщах полезную деятельность, продолжавшуюся не менее 10 лет. После Великой Октябрьской социалистической революции звание длительное время не присваивалось.
Традиция присвоения звания была возобновлена в 1980 году. Первым советским гражданином, удостоенным его, стал участник Великой Отечественной войны, полный кавалер ордена Славы М. А. Климовский.

## Процедура присвоения
До революции звание присваивала городская дума. В советский период решения об этом принимал горисполком. В постсоветское время эти полномочия были вновь делегированы Совету депутатов Муниципального образования «Вельское».

## Список почётных граждан города Вельска

### Дореволюционный период
В списке почётных граждан города Вельска на 1896 год значатся:
1. Попов, Конон Ванифатьевич (1843—1906) — вельский купец первой гильдии, председатель городского попечительства по надзору за средствами на строительство Преображенского собора, пожертвовавший много личных средств на строительство храма, приобретение икон, облачение священнослужителей, ремонт иконостасов.
2. Олехов, Алексей Максимович
3. Макаров, Александр Николаевич
4. Максимов, Пётр Максимович
5. Федышин, Василий Григорьевич
6. Кашин, Александр Фёдорович
7. Морозов, Николай Иванович
8. Матвеев, Констанин Григорьевич

### Советский период

#### 1980
1. Климовский, Михаил Александрович (1905—1993) — ветеран Великой Отечественной войны, полный кавалер ордена Славы, рабочий Вельской лесоперевалочной базы.
2. Киселёв, Александр Алексеевич (1926—2012) — бригадир строительной комплексной бригады Вельской ПМК треста «Архлесстрой», заслуженный строитель РСФСР[2][3].
3. Воронцова, Александра Николаевна (род. 1927) — главный агроном Вельского комбината коммунальных предприятий, заслуженный агроном РСФСР[4].

#### 1987
1. Дьяков, Иннокентий Васильевич (род. 1932) — начальник МПМК треста «Агропромстрой»; в 2004 году внесён в энциклопедию «Лучшие люди России»[5][6].
2. Золотилова, Мария Сергеевна (1921—2001) — руководитель вельского Дома пионеров. Ветеран педагогического труда, создатель фотолетописи города Вельска[7][8].
3. Буторин, Алексей Дмитриевич (род. 1928) — рабочий головного предприятия «Архремлестехника»[9].

### Современный период

#### 1997
1. Кашинцева, Анна Петровна (1915—1998) — директор Вельской школы № 2, заслуженный учитель школы РСФСР, депутат, член исполкома Вельского городского Совета депутатов трудящихся[10].
2. Осташкова, Мария Ивановна (1927—2002) — заслуженный врач РСФСР, заведующая хирургическим отделением Вельской центральной районной больницы. Депутат районного и областного Советов народных депутатов[11][12].
3. Лаврентьев, Николай Павлович (1926—2001) — ветеран Великой Отечественной войны, депутат, председатель районного Совета депутатов, активный общественный деятель, награждён двумя орденами Трудового Красного Знамени[13].
4. Нечаевский, Василий Васильевич (1920—1977) — председатель исполкома Вельского городского Совета депутатов трудящихся, директор совхоза «Вельский», директор Вельского совхоза-техникума. Участник Великой Отечественной войны, Герой Социалистического Труда; награждён медалью «Серп и Молот», двумя орденами Ленина, медалями «За отвагу», «За оборону Москвы», «За победу над Германией в Великой Отечественной войне 1941—1945 гг.».
5. Силуянов, Владимир Иванович (1921—1997) — ветеран Великой Отечественной войны, первый секретарь Вельского райкома КПСС[14][15].

#### 2000
1. Боковиков, Павел Алексеевич (1920—2005) — инструктор Вельского райкома КПСС, заведующий Вельским отделом народного образования, директор профессионального училища № 4 г. Вельска (ГОУ НПО Агропромышленный лицей № 45); неоднократно избирался депутатом Вельского городского и районного Советов депутатов, членом Президиума Совета ветеранов[16].

#### 2002
1. Васендин, Викентий Степанович (1921—2025) — работал начальником отдела кадров Вельского РМЗ, заместителем генерального директора «Архремобъединение». Участник Всесоюзных фольклорных фестивалей в Москве, Санкт-Петербурге, Минске, Ярославле, Иванове, Вологде, международного фольклорного фестиваля в США. Дипломант Всероссийского конкурса «Играй, гармонь!». Участник возрождения клуба народных промыслов «Берендей», народных ансамблей «Золотые горы», «Душечка»[17][18][19].
2. Корелина, Зинаида Сергеевна (род. 1936) — работала в Вельской центральной районной больнице в должности врача-фтизиатра, заведующей туберкулёзным отделением. В 1990 г. присвоено звание «Заслуженный врач РСФСР». В течение 12 лет являлась депутатом районного Совета народных депутатов[20].
3. Красновский, Ричард Александрович (1931—1995) — поэт, в 2001 году лауреат Рубцовской премии (посмертно)[21].

#### 2004
1. Кузьмин, Александр Степанович (1923—2005) — ветеран Великой Отечественной войны, работал учителем труда в Вельской школе-интернате, вёл активную краеведческую работу[22].

#### 2005
1. Кичёв, Василий Григорьевич (1924—2005) — деятель ВМФ СССР, военно-морской теоретик, доктор военных наук, профессор, вице-адмирал (посмертно).
2. Безкоровайный, Виктор Иванович (1927—2020) — в течение 30 лет возглавлял Вельский ЦРММ и ремонтно-механический завод, с 1974 года — объединение «Архремлестехника»[23].
3. Труфанов, Александр Андреевич (1925—1988) — ветеран Великой Отечественной войны, с 1949 года работал инструктором РК КПСС, первым секретарём Вельского РК КПСС, заместителем председателя Вельского райисполкома, председателем Вельского райисполкома (посмертно)[24].

#### 2007
1. Кравец, Павел Петрович (1941—2018) — имел звания «Ветеран труда», «Ветеран спорта РСФСР», «Отличник транспортного строительства», награждён медалью «Лучшие люди России»[25].
2. Лопатин, Энгельс Фёдорович (род. 1945) — работает учителем физкультуры в МОУ СОШ № 4 г. Вельска. Имеет звания: «Отличник народного просвещения», «Заслуженный учитель РФ». Один из организаторов традиционного турнира юных хоккеистов Клуба «Золотая шайба» им. А. В. Тарасова на призы двукратного чемпиона Олимпийских игр И. А. Ромишевского[26].
3. Ромишевский, Игорь Анатольевич (1940—2013) — хоккеист, многократный чемпион СССР, двукратный чемпион Олимпийских игр. Президент Всероссийской общественной организации Клуба юных хоккеистов «Золотая шайба». Один из организаторов Всероссийского турнира по хоккею с шайбой в городе Вельск.

#### 2008
1. Мухорин, Борис Александрович (1926—2020) — звание присвоено за особые заслуги в организации ремонта и строительства жилых домов в г. Вельске, коммунальных и социально-культурных объектов, других объектов благоустройства, за активную общественную работу[27].
2. Дербин, Василий Асикритович (1927—2015) — ветеран Великой Отечественной войны, имеет звание «Ветеран труда», награждён орденом «Знак Почёта», медалями[28].
3. Распопов, Александр Николаевич (1935—2011) — руководитель Вельского Дома культуры. Создатель народного циркового коллектива «Романтики», дипломант Всероссийских смотров художественной самодеятельности, Всесоюзного молодёжного фестиваля, областных районных конкурсов[29].

#### 2009
1. Карпеченко, Георгий Дмитриевич (1899—1941) — учёный-генетик, сподвижник Н. И. Вавилова. Стипендиат Рокфеллеровского фонда, доктор биологических наук «за выдающиеся заслуги по разработке теории межвидовой и межродовой гибридизации и полиплоидии и за выдающиеся работы по получению плодовых форм у межродовых гибридов» (посмертно)[30].

#### 2013
1. Маслов, Владимир Степанович (род. 1936) — первый секретарь Вельского райкома КПСС. Председатель Совета народных депутатов Вельского района, руководитель Вельского отделения статистики. Председатель Вельского районного совета ветеранов войны, труда, Вооружённых сил и правоохранительных органов[31][32].

#### 2019
1. Торопова, Нэлли Михайловна (1949—2020) — руководитель НОКЦ «Дом Карпеченко». Под её руководством была проведена работа по сбору материалов о семье Александра Фёдоровича Орлова.
2. Шубин, Николай Иванович (род. 1938) — с 1990 по 2004 работал директором в средней школе № 4 г. Вельска. Отличник народного просвещения СССР, награждён орденом «Знак Почёта». В 1995 году ему присвоено почётное звание «Заслуженный учитель Российской Федерации».

#### 2023
1. Верёвкина, Галина Александровна (род. 1960) — старший научный сотрудник, в 2007—2020 годах — директор Вельского краеведческого музея имени В. Ф. Кулакова[33][34].